# Sandra Ittlinger
Sandra Ittlinger(Munique, 24 de junho de 1994) é ex-voleibolista indoor e jogadora de vôlei de praia alemã, que no vôlei de praia, nas categorias de base foi semifinalista no Campeonato Mundial Sub-19 de 2012 no Chipre.

## Carreira
Ela iniciou  na prática desportiva no tênis, e a estatura chamou atenção e logo aos 10 anos de idade começa a praticar o voleibol de quadra no SC Gröbenzell, já competia por este no ano de 2005.Em 2008, conquistou pelo SV Lohhof o terceiro lugar do Campeonato Alemão Juvenil, os títulos do Campeonato da Baviera Sub-15 e do Campeonato Alemão Sub-16 sem perder nenhum set, e  foi vice-campeã alemã na categoria Sub-18 e na categoria Sub-20 em 2011. Estreou na seleção alemã, na categoria Sub-17 em 2010 e conquistou de forma invicta o título do Torneio das Seis Nações realizado em Bruxelas, e neste grupo estava sua futura parceria no vôlei de praia, Yanina Weiland
Representou na quadra os times TV Planegg-Krailling em 2009, o Allgäu Team Sonthofen nas jornadas 2009-10, na qual foi a atleta mais jovem a disputar o campeonato adulto nacional, e em 2010-11e o Rote Raben Vilsbiburg na temporada de 2011-12 e em 2012 pelo VC Olympia Berlin.
Em 2009, já competia no vôlei de praia, ao lado de Yanina Weiland, na categoria Sub-17, ocupando a quarta posição em Dingolfing e o quinto lugar na Sub-18 no evento em Grafenwöhr, já na Sub-19 esteve com Cornelia Pantelic na conquista do bronze na etapa de Lohhof e também com Anna Pogany alcançou a nona posição em .
Na jornada de 2011, jogou ao lado de Jelena Wlk na edição do Campeonato Mundial Sub-19 em Umago, quando terminaram na vigésima nona posição, na mesma temporada formou dupla com Yanina Weiland, alcançando o quinto lugar no Campeonato Europeu Sub-18 em Vilnius, no ano de 2012, foram semifinalistas na edição do Campeonato Mundial Sub-19 em Lárnaca
Com Yanina Weiland, competiu no circuito alemão e também no circuito francês, ambos certames em 2013, alcançando o quinto lugar no Campeonato Europeu Sub-21 em Vilnius. Em 2014, competiram no circuito alemão, foram semifinalistas na etapa de Montpellier pelo Circuito WEVZA, terminaram na nona posição no Campeonato Mundial Sub-21 em Lárnaca, e o sexto lugar no Campeonato Europeu Sub-22 de 2014 em Fethiye e estrearam no Circuito Mundial no Aberto de Bloemfontein (Mangaung), e  terminaram em nono lugar.
Em 2015, iniciou ao lado de Yanina Weiland, e conquistaram os primeiros pódios no circuito alemão, os vice-campeonatos nas etapas de Hamburgo e nas duas etapas de Nuremberga, ainda no circuito suíço foram medalhistas de bronze na etapa de Locarno, depois, com Kim van de Velde terminou em quarto lugar no circuito alemão na etapa de Kühlungsborn.Nesta temporada, ainda jogou com Lena Ottens na edição do Campeonato Europeu de Voleibol de Praia Sub-22 em Macedo de Cavaleiros e terminaram na quinta posição. Retomou a parceria com Yanina Weiland e foram vice-campeãs no circuito alemão em Münster e Dresden, ainda terminaram em quarto lugar na etapa de Hamburgo, e conquistaram seu primeiro título na etapa de Jena e em Sankt Peter-Ording, conquistaram o quarto lugar no Satélite CEV de Kisakallio e o título do Satélite CEV de Messina, e na sequência conquistou o titulo do Satélite CEV de Barcelona com Cinja Tillmann.
Iniciou a temporada de 2017 do Circuito Mundial ao lado de Teresa Mersmann no torneio cinco estrelas de Fort Lauderdale, conquistaram o título da etapa de Genebra pelo circuito suíço e também da etapa de Dresden e Hamburgo pelo circuito alemão, e no circuito mundial de 2018, iniciado em 2017, conquistou ao lado de Kim van de Velde seu primeiro pódio, a medalha de prata no torneio uma estrela de Aalsmeer. Na temporada de 2018, estiveram juntas na conquista do bronze em Dresden pelo circuito nacional, ainda vice-campeãs nas etapas de Leipzig e Timmendorfer Strand; finalizaram em nono lugar na edição do Campeonato Europeu de Voleibol de Praia de 2018 em Haia, ainda competiu com esta atleta nos torneios quatro estrelas de Haia e Yangzhou.
No ano de 2019, formou dupla com Chantal Laboureur, terminou em quarto lugar na etapa de Timmendorfer Strand  pelo circuito alemão, depois, disputando o Campeonato Mundial de Hamburgo e finalizaram na décima sétima posição, mesmo posto obtido no Finals de Roma, ainda obtiveram o quinto lugar no Campeonato Europeu em Moscou, terminaram em terceiro na qualificação olímpica na China.Em 2020, terminaram em nono no Campeonato Europeu de Voleibol de Praia em Jūrmala. Na temporada de 2021, retomou a dupla com Kim van de Velde e terminaram em nono no Campeonato Europeu de Voleibol de Praia em Viena.
Com Isabel Schneider formou dupla para 2022,  disputaram o Torneio Rei e Rainha da Praia em Doha e foram as campeãs, nesta jornada, terminaram em décimo sétimo lugar no Campeonato Mundial de Roma e o quarto lugar no Challenge de Kuşadası pelo circuito mundial, ainda terminaram em nono no Campeonato Europeu de Voleibol de Praia em Munique e com Karla Borger ainda disputou o Elite 16 em Paris, repetindo a posição anterior; confirmaram a dupla para 2023, e terminaram em décimo sétimo lugar no Campeonato Europeu de Voleibol de Praia de Viena e o mesmo ocorrendo no Campeonato Mundial de Voleibol de Praia de 2023; já no circuito mundial conquistaram a medalha de prata no Challenge de Goa Sul.

## Títulos e resultados
- Challenge de Goa do Circuito Mundial de Vôlei de Praia de 2023
- 1* de Aalsmeer do Circuito Mundial de Vôlei de Praia de 2018
- Challenge de Kuşadası do Circuito Mundial de Vôlei de Praia de 2022
- Etapa de Hamburgo do Circuito Alemão de Vôlei de Praia de 2017
- Etapa de Dresden do Circuito Alemão de Vôlei de Praia de 2017
- Etapa de Sankt Peter-Ording] do Circuito Alemão de Vôlei de Praia de 2016
- Etapa de Jena do Circuito Alemão de Vôlei de Praia de 2016
- Etapa de Timmendorfer Strand do Circuito Alemão de Vôlei de Praia de 2018
- Etapa de Leipzig do Circuito Alemão de Vôlei de Praia de 2018
- Etapa de Dresden do Circuito Alemão de Vôlei de Praia de 2016
- Etapa de Münster do Circuito Alemão de Vôlei de Praia de 2016
- Etapa II de Nuremberga do Circuito Alemão de Vôlei de Praia de 2015
- Etapa I de Nuremberga do Circuito Alemão de Vôlei de Praia de 2015
- Etapa de Hamburgo do Circuito Alemão de Vôlei de Praia de 2015
- Etapa de Dresden do Circuito Alemão de Vôlei de Praia de 2018
- Etapa de Timmendorfer Strand do Circuito Alemão de Vôlei de Praia de 2019
- Etapa de Hamburgo do Circuito Alemão de Vôlei de Praia de 2016
- Etapa de Kühlungsborn do Circuito Alemão de Vôlei de Praia de 2015
- Etapa de Genebra do Circuito Suíço de Vôlei de Praia de 2017
- Etapa de Locarno do Circuito Suíço de Vôlei de Praia de 2015
- Campeonato Mundial de Vôlei de Praia Sub-21 de 2012

## Premiações individuais
- Rainha da Praia de 2022